# Hans-Jürgen von Arnim
Hans-Jürgen Bernhard Theodor von Arnim, född 4 april 1889 i Ernsdorf, Schlesien, död 1 september 1962 i Bad Wildungen, Hessen, var en tysk militär. Han befordrades till generalmajor 1 januari 1938, generallöjtnant 1 december 1939, general av pansartrupperna 1 oktober 1941 och till generalöverste 3 december 1942. Han erhöll Riddarkorset av Järnkorset 1941.

## Biografi

### Tiden till och med första världskriget
von Arnim, vars far var generalmajor, började 1 april 1908 som officersaspirant i den kejserliga armén vid 4:e preussiska gardesregementet till fots (4. Garde-Regiment zu Fuss). Han gick vid krigsskolan i Danzig från oktober 1908 till juli 1909 och blev fänrik i augusti 1909 med rätt att räkna befordringsdatum från 17 januari 1907. Från oktober 1913 till augusti 1914 var han bataljonsadjutant vid regementet.
Under inledningen av första världskriget tjänstgjorde von Arnim i Belgien och norra Frankrike. Han var adjutant vid 93:e reservinfanteriregementet och befordrades till löjtnant i januari 1915. von Arnim deltog i striderna i Flandern, sändes i oktober 1916 till 4:e gardesjägardivisionen på östfronten som tygofficer och utnämndes till kapten i januari 1917. Han var divisionsadjutant vid 4:e gardesjägardivisionen från juli 1917 till maj 1919 och tjänstgjorde under denna tid som bataljonschef vid 93:e reservinfanteriregementet från oktober 1917 till juli 1918.

### Mellankrigstiden
von Arnim anställdes efter kriget som en av 4000 officerare i Tysklands nya rikshär (Reichsheer), den reducerade armé som Versaillesfördraget tillät och som fram till 1935 ingick i Tysklands riksvärn (Reichswehr). Han blev i maj 1919 kompanichef vid 29:e infanteriregementet i Charlottenlund, en förort till Berlin. I oktober 1920 förflyttades han till 5:e preussiska infanteriregementet och blev ett år senare adjutant vid 2:a infanteridivisionens stab. Från oktober 1922 var von Arnim under två år placerad vid generalstaben inom armégrupp 2 (Gruppenkommando 2). Han kom i oktober 1924 till försvarsministeriet. Här tjänstgjorde han under ett år vid operationsavdelningen inom den tyska arméns dåvarande motsvarighet till generalstab (Heeresabteilung im Truppenamt des Reichswehrministerium). von Arnim befordrades till major 1 april 1928 med datum beräknat från 1 februari samma år, blev stabsofficer hos Artilleriführer VII 1 oktober 1929 och utnämndes till överstelöjtnant 1 april 1932. Han befordrades till överste 1 juli 1934 och när riksvärnet övergick i Wehrmacht, som sedan var Tysklands försvarsmakt fram till 1945, blev han 15 oktober 1935 befälhavare för 68:e infanteriregementet. von Arnim utnämndes till generalmajor 1 januari 1938 och i samband med Blomberg-Fritschaffären blev han 4 februari samma år befälhavare för arméns trängdepå 4 (Heeresdienststelle 4) i Schweidnitz. Han kallades till Berlin 1 maj 1939 som extra officer (Sonstigesoffizier).

### Andra världskriget
von Arnim beordrades till Saarpfalz 12 september 1939 för att ta befälet över 52:a infanteridivisionen som höll på att bildas. Denna division deltog inte i andra världskrigets första fälttåg mot Polen men delar av förbandet var med i striderna mot Frankrike maj-juni 1940. Under tiden hade von Arnim utnämnts till generallöjtnant och i oktober 1940 blev han befälhavare för 17. Panzer-Division med stationering i München. Tidigt på våren 1941 transporterades divisionen till Polen för nästa fälttåg, anfallet på Sovjetunionen (Operation Barbarossa), som inleddes 22 juni 1941. von Arnims förband ingick i generalöverste Heinz Guderians Panzergruppe 2 och intog Slonim 24 juni. von Arnim sårades svårt 27 juni och först i september återupptog han befälet över 17. Panzer-Division. Under slaget vid Vjazum-Brjansk, där omkring 660 000 ryssar togs tillfånga, besatte han den oskadade bron över Desna och intog Brjansk. På slagets sista dag mottog von Arnims män 30 000 ryssars kapitulation. I november övertog han befälet över XXXIX. Panzerkorps som var engagerad på det norra avsnittet av östfronten. Hårda sovjetiska motattacker i trakten av Tichvin gjorde att von Arnim fick retirera till floden Volchov. Han befordrades till general av pansartrupperna 17 december, retroaktivt från 1 oktober 1941, och avslutade återtåget 23 december 1941 trots enorma svårigheter. Temperaturer ner till minus 52 grader uppmättes och förlusterna till följd av bland annat förfrysning var stora. Efter den stränga vintern undsatte von Arnim i maj 1942 den tyska garnison som var inringad i Kholm. Därefter saknade han sysselsättning eftersom stridernas tyngdpunkt flyttades söderut mot Stalingrad. von Arnim kontaktade arméns personalkontor (Heeres-Personalamt, HPA) och anhöll om ett nytt befäl. 
I slutet av november kallades von Arnim till Hitlers högkvarter i Rastenburg i Ostpreussen för ett nytt uppdrag. Han befordrades 3 december 1942 till generalöverste (motsvarande fyrstjärnig general inom US Army) och blev samtidigt befälhavare för 5. Panzerarmee som höll på att bildas i Tunisien.
I Nordafrika pågick Ökenkriget och generalfältmarskalk Erwin Rommel och hans Panzerarmee Afrika, från oktober 1942 kallad Deutsch-Italienische Panzerarmee, med bland annat tyska Afrikakåren (Deutsches Afrikakorps, DAK) hade besegrats av general Bernard Montgomerys brittiska 8:e armé vid El-Alamein 23 oktober - 4 november 1942. Rommels pansararmé retirerade efter nederlaget västerut förföljd av Montgomery.
En brittisk-amerikansk styrka under generallöjtnant Dwight D Eisenhower inledde 8 november 1942 Operation Torch. Över 70 000 man landsteg i de vichyfranska kolonierna vid Casablanca, Oran och Alger i Nordafrika. Den vichyfranske befälhavaren amiral de la flotte François Darlan förmådde samtidigt de flesta av sina förband, som omfattade över 60 000 man, att gå över till de allierades sida. Eisenhowers trupper kunde därefter snabbt avancera mot axelmakternas förband, som höll på att förstärkas i Tunisien. 
När von Arnim anlände till Tunisien för att ta befäl över den nybildade 5. Panzerarmee var Rommel och hans Deutsch-Italienische Panzerarmee i Libyen. Rommel befann sig under konstant tryck från Montgomerys 8:e armé och övergav den ena försvarslinjen efter den andra under reträtten västerut. von Arnim besegrade de allierade i några lokala drabbningar under december 1942 och januari 1943. Trots att de båda generalerna inte samordnade sina åtgärder lyckades Rommel, när han kommit in i Tunisien, vinna en sista berömd seger över amerikanerna vid Kasserinepasset 20 februari. Rommel tvingades dock inställa en planerad offensiv då han inte fick tillräckligt understöd från von Arnims trupper.
Rommel blev 22 februari befälhavare för den nyskapade Armégrupp Afrika (Heeresgruppe Afrika), som bestod av von Arnims 5. Panzerarmee och 1:a italienska armén (före detta tysk-italienska pansararmén) med den italienska generalen Giovanni Messe som befälhavare.
De allierade hade några dagar tidigare utsett den brittiske generalen Harold Alexander till befälhavare för den nyskapade 18:e armégruppen, som omfattade bland annat 1:a och 8:e brittiska arméerna under generallöjtnant Kenneth Anderson respektive Montgomery samt amerikanska II Corps och franska 19e Corps d'Armée.
von Arnim anföll de allierade försvarslinjerna vid Beja i norra Tunisien 26 februari men drabbades av svåra förluster och tvingades dra sig tillbaka. Messe anföll 6 mars Montgomery vid Medenine söder om Marethlinjen men även detta anfall slogs tillbaka. Rommel ansåg nu att allt fortsatt motstånd i Nordafrika var meningslöst. Han lämnade Afrika för att aldrig återkomma. von Arnim övertog befälet över Armégrupp Afrika 9 mars 1943 och general (General der Panzertruppen) Gustav von Vaerst ersatte honom vid 5. Panzerarmee.
När von Arnim övertog armégruppen hade han 350 000 man varav 120 000 stridande. Mot axelmakterna stod över 500 000 allierade soldater varav ca hälften stridande trupper. von Arnim förfogade över knappt 200 funktionsdugliga stridsvagnar. Fienden hade 1 800 stridsvagnar, mer än 1 200 artilleripjäser och 1 500 pansarvärnspjäser. Axelmakterna behövde 140 000 ton förråd per månad men fick mindre än en tredjedel av detta. Dessutom hade de allierade nästan totalt luftherravälde.
Amerikanska II Corps under befäl av generallöjtnant George Patton anföll 17 mars österut och hotade axelmakternas styrkor vid Marethlinjen. Några dagar senare anföll Montgomery från söder och delar av hans 8:e armé ryckte fram runt Marethlinjen. Messes italienska 1:a armé tvingades dra sig tillbaka till en ny försvarslinje vid Wadi Aharit. I början av april var Messe tvungen att retirera ytterligare 240 km norrut till Enfidaville vid kusten. Montgomery förenade sig med Patton 7 april, brittiska 1:a och 8:e arméerna länkades samman och ringen runt Armégrupp Afrika var sluten. Alexander satte 22 april igång en offensiv som stoppades 29 april men von Arnim hade förbrukat nästan allt bränsle och all ammunition i de hårda striderna. I början av maj drog han sig tillbaka till sin slutgiltiga försvarslinje nära Tunis och amerikanerna stod endast 24 km från Bizerte.
På morgonen 6 maj började de allierade sin sista offensiv. von Arnim försökte bjuda motstånd men på eftermiddagen 7 maj föll både Tunis och Bizerte. von Vaerst rapporterade per radio till von Arnim att hans pansar och artilleri hade förstörts och 5. Panzerarmee kapitulerade 9 maj. von Arnim tillfångatogs 12 maj tillsammans med Afrikakårens högkvarter. Han vägrade att ge sig på hela sin armégrupps vägnar eftersom han inte hade kontakt med de underlydande enheterna. Messe, som befordrades till marskalk av Italien (maresciallo d'Italia) 12 maj, tvingades emellertid kapitulera med 1:a italienska armén på eftermiddagen 13 maj 1943 och axelmakterna var därmed besegrade i Nordafrika.

### Tiden efter andra världskriget
von Arnim satt i brittisk fångenskap i generallägret Trent Park nära London till 1 juli 1947. Därefter bosatte han sig i Västtyskland och tillerkändes statlig pension 1949.